# Женская сборная Эквадора по софтболу
Женская национальная сборная Эквадора по софтболу — представляет Эквадор на международных софтбольных соревнованиях. Управляющей организацией является Федерация софтбола Эквадора (исп. Federación Ecuatoriana de Softbol).

## Результаты выступлений

### Чемпионаты мира
| Год        | Победы         | Поражения      | Место          |
| ---------- | -------------- | -------------- | -------------- |
| 1965—2014  | не участвовали | не участвовали | не участвовали |
| 2016       | 3              | 4              | 22             |
| 2018—н. в. | не участвовали | не участвовали | не участвовали |

### Панамериканские чемпионаты
| Год        | Победы         | Поражения      | Место          |
| ---------- | -------------- | -------------- | -------------- |
| 1987—2001  | не участвовали | не участвовали | не участвовали |
| 2005       | 0              | 6              | 13             |
| 2009       | 1              | 8              | 17             |
| 2013—н. в. | не участвовали | не участвовали | не участвовали |

### Чемпионаты Южной Америки
| Год        | Победы         | Поражения      | Место          |
| ---------- | -------------- | -------------- | -------------- |
| 2004       |                |                | 5              |
| 2011—2018  | не участвовали | не участвовали | не участвовали |
| 2019       |                |                | 6              |
| 2019—н. в. | не участвовали | не участвовали | не участвовали |

### Боливарианские игры
| Год        | Победы               | Поражения            | Место                |
| ---------- | -------------------- | -------------------- | -------------------- |
| 1938—1965  | турнир не проводился | турнир не проводился | турнир не проводился |
| 1970       | ??                   | ??                   | ??                   |
| 1973       | ??                   | ??                   | ??                   |
| 1977       | турнир не проводился | турнир не проводился | турнир не проводился |
| 1981       | ??                   | ??                   | ??                   |
| 1985       | турнир не проводился | турнир не проводился | турнир не проводился |
| 1989       | ??                   | ??                   | ??                   |
| 1993       | турнир не проводился | турнир не проводился | турнир не проводился |
| 1997       | ??                   | ??                   | ??                   |
| 2001       | ??                   | ??                   | ??                   |
| 2005       | 0                    | 4                    | 3                    |
| 2009       | ??                   | ??                   | ??                   |
| 2013—н. в. | не участвовали       | не участвовали       | не участвовали       |